# Długoprzędka diamentowa
Długoprzędka diamentowa (Dolichothele diamantinensis) – gatunek dużego pająka z rodziny ptasznikowatych (Theraphosidae). Występuje endemicznie w brazylijskim stanie Minas Gerais.

## Taksonomia i ewolucja
Gatunek ten opisany został po raz pierwszy w 2009 roku przez Rogéria Bertaniego, Thiago dos Santosa i Alexandra Ferreirę Righiego pod nazwą Oligoxystre diamantinensis. Holotypem (MZSP 29071) jest samiec zebrany 4 grudnia 2005 roku w okolicach miasta Diamantina w brazylijskim stanie Minas Gerais, a paratypami samiec (MZSP 29072) i samica (MZSP 29073) pochodzące z tej samej lokalizacji. Epitet gatunkowy diamantinensis odnosi się do miejsca znalezienia holotypu. W 2015 roku Sylvia Marlene Lucas i Rafael Prezzi Indicatti dokonali synonimizacji Oligoxystre z rodzajem Dolichothele.
Według analizy filogenetycznej przeprowadzonej przez Bertaniego i współpracowników Dolichothele diamantinensis nie wykazuje apomorfii bardziej zaawansowanych kladów Dolichothele turcuruiense + D. rufoniger oraz (D. caatinga + (D. bolivianum + D. dominguense)), dlatego też prawdopodobnie tworzy bazalną trychotomię z tymi dwoma kladami. Z kolei według analizy przeprowadzonej przez Guadanucciego D. diamantinensis jest taksonem siostrzanym dla kladu D. bolivianum + D. dominguense.

## Morfologia
Samce tego gatunku odróżnia od innych przedstawicieli rodzaju długoprzędka budowa nogogłaszczków oraz wyrostek goleniowy ustawiony pod kątem prostym do osi goleni, a zbiorniki nasienne samic są znacznie dłuższe niż szersze. Przedstawiciele obu płci cechują się ogólnym błękitnym metalicznym ubarwieniem kontrastującym z czerwonawymi szczecinkami na opistosomie. Długoprzędka diamentowa osiąga stosunkowo niewielkie rozmiary jak na przedstawiciela Theraphosidae – całkowita długość samca MZSP 29071 wynosi 25,5 mm, a samicy MZSP 29073 – 37,6 mm. 

## Ekologia i występowanie
Pająk ten jest endemitem pasma Espinhaço w brazylijskim ekoregionie Cerrado. Jego obecności nie stwierdzono poza lokalizacją typową. Miejsce to cechuje tropikalny klimat, z temperaturami wynoszącymi od 4 °C w czerwcu-lipcu do 35 °C w grudniu-styczniu. Względna wilgotność waha się od 72,33% do 89,75%. Trzy zebrane pająki znaleziono na wysokościach około 1250 m n.p.m., zawsze w skalistym otoczeniu – albo w szczelinach, albo pod dużymi kamieniami, pod którymi budują tunele z nici pajęczej.
W paśmie górskim Espinhaço występuje sympatrycznie z długoprzędką jaskrawą i długoprzędką rudoczarną.